# Пресненский переулок
Пре́сненский переу́лок — небольшая улица в центре Москвы на Пресне между улицами Заморёнова и Красная Пресня.

## Происхождение названия
Бывший Средний Пресненский переулок. Переименован в XIX веке. Расположен на территории, через которую протекала река Пресня. Первоначальное название переулка — Безымянный.

## Описание
Пресненский переулок начинается от улицы Заморёнова, проходит на север вдоль и выходит на улицу Красная Пресня приблизительно напротив Малой Грузинской улицы.